# Confidence Man (Lost)
Confidence Man este un episod al serialului de televiziune Lost, sezonul 1.